# Kayak démontable
Un kayak démontable, dit kayak pliant, est un type de kayak construit sur une structure démontable, généralement une combinaison de bois, aluminium et plastique. La structure est recouverte d'un tissu imperméable (coton enduit, nylon, hypalon). De nombreux kayaks démontables modernes sont équipés à l'intérieur de la coque de chambres à air gonflables, les rendant virtuellement insubmersibles.

## Historique
Le premier kayak pliant a été construit en 1905, par Alfred Heurich, un étudiant en architecture. Heurich a testé son invention sur l'Isar, de Bad Tölz à Munich, avant de  déposer un brevet l'année suivante. Inspiré du Kayak Inuit, son embarcation avait une structure en bambou, avec une coque de toile tendue. Il pouvait être plié et transporté dans trois sacs, chacun pesant moins de 4,5 kg.

## Construction

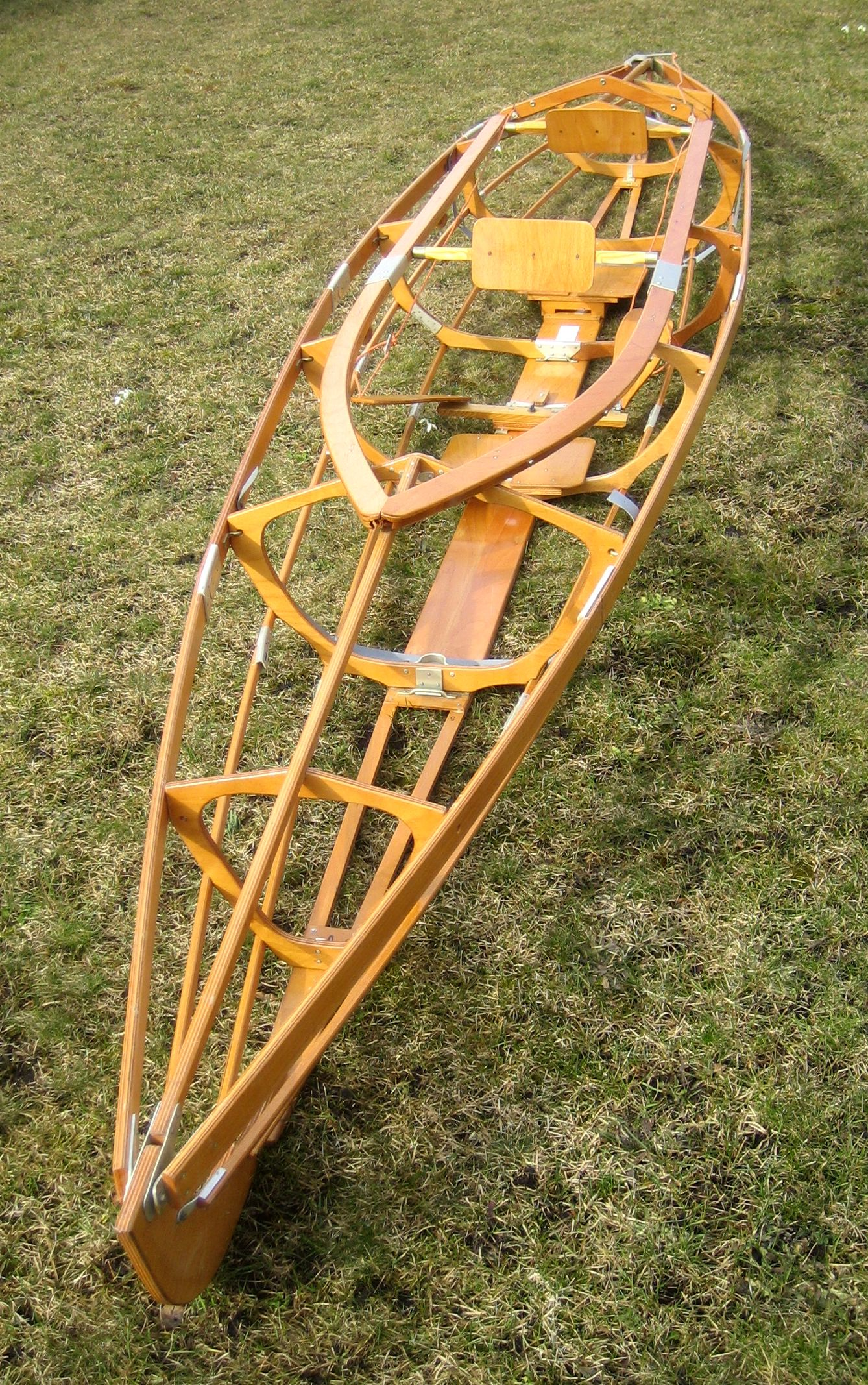
Structure bois-aluminium-bambou d'un kayak deux places MTW Kolibri IV

En France, ce fut Jean Chauveau — Paris Saint Cloud — qui s'inspirant de Alfred Heurich et de Johannes Klepper — fabriqua son premier kayak pliant en 1936. Il inventa un système de pliage en faisceau, extrêmement astucieux ainsi qu'un système de mise en tension de la peau pratique, et très rapide.  
Frêne — à section carrée — dit d'aviation, contreplaqué bakélisé, laiton forment une structure solide, légère et réparable — ce qui constitue un sérieux atout lors d'expéditions lointaines. 
Des flotteurs latéraux extérieurs sont placés tout au long du kayak, non seulement ils permettent une meilleure flottabilité mais concourent à rigidifier l'ensemble.  
De nombreux kayaks Jean Chauveau voguent encore, certains possèdent une voilure de type houari tout à fait performante. La société Jean Chauveau a été reprise en 1981 au décès de son fondateur, et rebaptisée Nautiraid.

## Performances
Les kayaks pliants — démontables — du fait de leur structure et de leur finalité sont beaucoup plus larges que les kayaks en fibres — composites — ils sont par conséquent moins performants en vitesse pure. Ils sont plutôt choisis parce qu'on peut les transporter en un ou deux sacs, mais aussi pour leur stabilité primaire, et leur capacité d'emport. 
Atout non négligeable en expédition la peau et la structure surtout si cette dernière est en bois peuvent être réparées. Les structures en bois sont plus lourdes et volumineuses que celles en aluminium, mais en fin de compte vieillissent mieux dans le temps. Il faut compter entre 20  et   30 minutes pour monter et démonter un kayak dans de bonnes conditions.

## Expéditions célèbres
- En 1950 Jean Laporte, André Davy et John Goddard descendirent le Nil des sources jusqu'à la Méditerranée dans trois Chauveau de 5 mètres.
- Oskar Speck voyage d'Allemagne en Australie entre 1932 et 1939, avec un kayak démontable Pionier Faltboot Werft à deux places, avec une structure en bois, équipé d'un gouvernail et d'une petite voile.
- En 1956, Hannes Lindemann fait la traversée en kayak démontable (et voile) des Îles Canaries jusqu'aux Caraïbes[2].